# The Second Barbra Streisand Album
| Recensione | Giudizio |
| ---------- | -------- |
| AllMusic   |          |

The Second Barbra Streisand Album è il secondo album in studio della cantante statunitense Barbra Streisand, pubblicato nel 1963 dalla Columbia Records.

## Tracce
Lato A
1. Any Place I Hang My Hat Is Home – 2:45 (Arlen, Mercer)
2. Right as the Rain – 3:24 (Arlen, Harburg)
3. Down with Love – 3:42 (Arlen, Harburg)
4. Who Will Buy? – 3:32 (Bart)
5. When the Sun Comes Out – 3:23 (Arlen, Koehler)

Lato B
1. Gotta Move – 2:01 (Matz)
2. My Coloring Book – 4:11 (Ebb, Kander)
3. I Don't Care Much – 2:52 (Ebb, Kander)
4. Lover, Come Back to Me – 2:18 (Hammerstein II, Romberg)
5. I Stayed Too Long at the Fair – 4:21 (Barnes)
6. Like a Straw in the Wind – 4:46 (Arlen)

## Classifiche
| Classifica (1963) | Posizione massima |
| ----------------- | ----------------- |
| Regno Unito       | 6                 |
| Stati Uniti       | 2                 |